# Stomiopeltis aspersa
Stomiopeltis aspersa är en svampart som först beskrevs av Miles Joseph Berkeley, och fick sitt nu gällande namn av Ferdinand Theissen 1914. Stomiopeltis aspersa ingår i släktet Stomiopeltis och familjen Micropeltidaceae.   Inga underarter finns listade i Catalogue of Life.